# Гижицкий, Ежи
Е́жи Гижи́цкий (пол. Jerzy Giżycki; 7 января 1919, Мелитополь — 27 сентября 2009, Варшава, Польша) — польский кинокритик, журналист, историк шахмат, шахматный коллекционер, почётный член Польского шахматного союза. Отец историка и теоретика анимации Марцина Гижицкого.
В 1946 году основал еженедельник Film, в 1966 году — ежемесячник Kino. Был главным редактором журнала Kamera. Опубликовал несколько книг о кинематографе, в том числе «Как делается кино» (пол. Jak powstaje film, 1951) и «В фильме нет ничего невозможного» (пол. W filmie nie ma rzeczy niemozliwych, 1958).
Автор популярной книги «С шахматами через века и страны» (1958; переведена на английский, венгерский, датский, немецкий, русский, чешский и шведский языки), первой польской шахматной энциклопедии «Шахматы от А до Я» (пол. Szachy od A do Z, 1986—1987; совместно с Владиславом Литмановичем). Коллекционировал иконографический материал на шахматную тему; собрал более 500 экслибрисов, экспонируемых на выставках в Польше и других странах.
Похоронен на Брудновском кладбище в Варшаве.